# Bukovac, Despotovac
Bukovac (izvirno srbsko Буковац) je naselje v Srbiji, ki upravno spada pod Občino Despotovac; slednja pa je del Pomoravskega upravnega okraja.

## Demografija
V naselju, katerega izvirno (srbsko-cirilično) ime je Буковац, živi 387 polnoletnih prebivalcev, pri čemer je njihova povprečna starost 42,3 let (41,6 pri moških in 42,9 pri ženskah). Naselje ima 135 gospodinjstev, pri čemer je povprečno število članov na gospodinjstvo 3,63.
To naselje je, glede na rezultate popisa iz leta 2002, večinoma srbsko.
|  |

| Demografija | Demografija     | Demografija     |
| Leto        | Št. prebivalcev | Št. prebivalcev |
| ----------- | --------------- | --------------- |
|             |                 |                 |
|             |                 |                 |
|             |                 |                 |
|             |                 |                 |
| 1948        | 987             |                 |
| 1953        | 1033            |                 |
| 1961        | 1062            |                 |
| 1971        | 943             |                 |
| 1981        | 744             |                 |
| 1991        | 796             | 614             |
| 2002        | 633             | 490             |
|             |                 |                 |

| Etnična sestava po popisu iz leta 2002 | Etnična sestava po popisu iz leta 2002 | Etnična sestava po popisu iz leta 2002 | Etnična sestava po popisu iz leta 2002 | Etnična sestava po popisu iz leta 2002 |
| -------------------------------------- | -------------------------------------- | -------------------------------------- | -------------------------------------- | -------------------------------------- |
| Srbi                                   | Srbi                                   |                                        | 489                                    | 99,79%                                 |
| Hrvati                                 | Hrvati                                 |                                        | 1                                      | 0,20%                                  |
| Neznano                                | Neznano                                |                                        | 0                                      | 0,0%                                   |